# Chaillé-sous-les-Ormeaux
Chaillé-sous-les-Ormeaux är en kommun i departementet Vendée i regionen Pays de la Loire i västra Frankrike. Kommunen ligger i kantonen La Roche-sur-Yon-Sud som tillhör arrondissementet La Roche-sur-Yon. År 2018 hade Chaillé-sous-les-Ormeaux 1 347 invånare.

## Befolkningsutveckling
Antalet invånare i kommunen Chaillé-sous-les-Ormeaux
| Referens: INSEE |